# وارسی
ورسی (به ایتالیایی: Varsi) یک کومونه در ایتالیا است که در استان پارما واقع شده‌است.

## خصوصیات
ورسی ۷۹٫۶ کیلومترمربع مساحت و ۱٬۳۵۲ نفر جمعیت دارد و ۴۲۶ متر بالاتر از سطح دریا واقع شده‌است.